# Passiflora andreana
Passiflora andreana är en passionsblomsväxtart som beskrevs av Maxwell Tylden Masters. Passiflora andreana ingår i släktet passionsblommor, och familjen passionsblomsväxter. Inga underarter finns listade i Catalogue of Life.